# Joanna Aizenberg

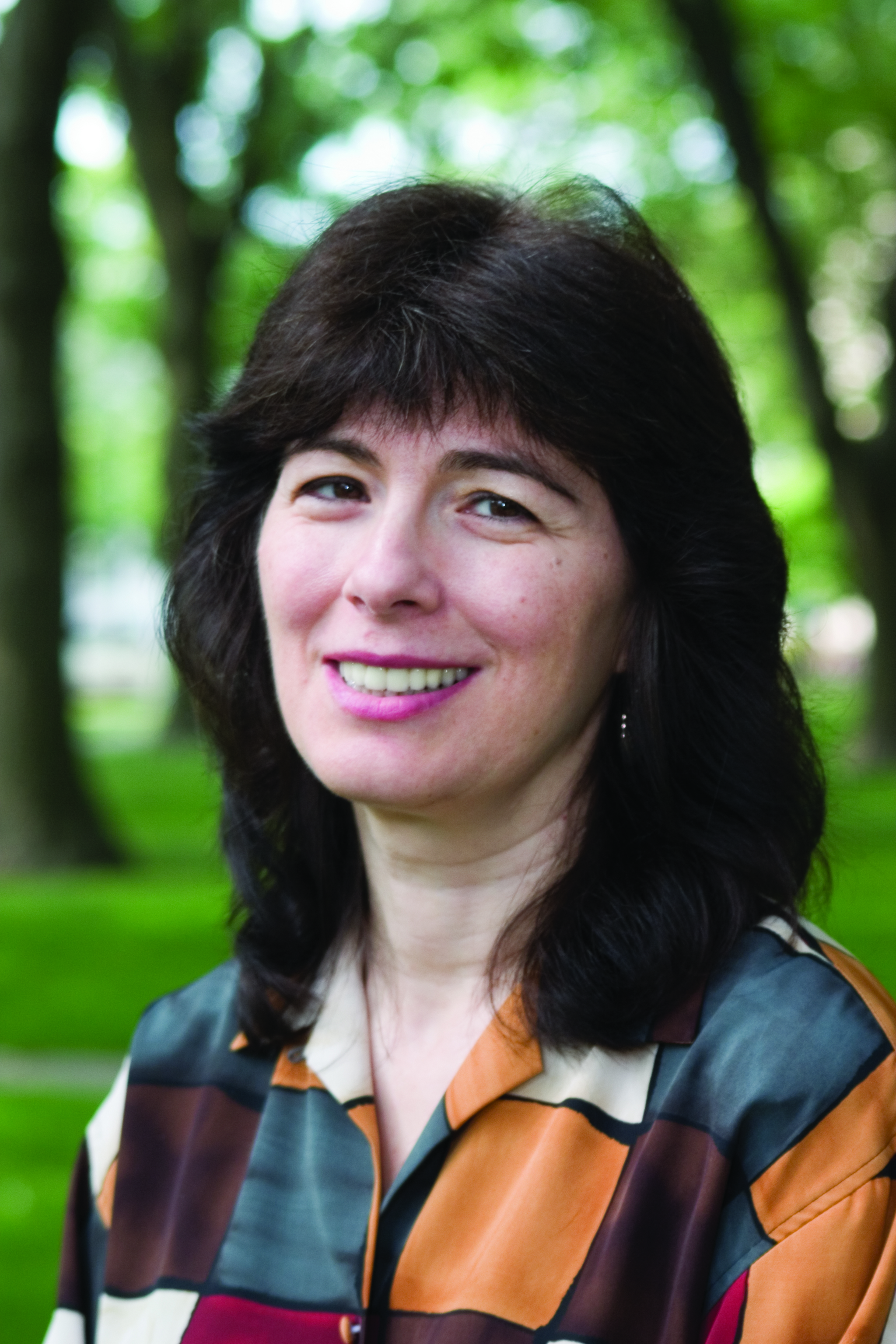
Joanna Aizenberg (2007)

Joanna Aizenberg (* 1960) ist eine sowjetisch-amerikanische Materialwissenschaftlerin und Chemikerin an der Harvard University.

## Leben
Joanna Aizenberg erwarb an der Staatlichen Universität Moskau 1981 einen Bachelor in Chemie und 1984 einen Master in Physikalischer Chemie. Nach Tätigkeiten am Institut für Bergbau und Rohstoffe und am Geologischen Institut (jeweils in Moskau) war sie Gastwissenschaftlerin am Brookhaven National Laboratory, bevor sie 1996 am Weizmann-Institut für Wissenschaften einen Ph.D. in Strukturbiologie erwarb. Von 1996 bis 1998 war Aizenberg Postdoktorandin bei George Whitesides an der Harvard University. Anschließend war sie fast 10 Jahre an den Bell Laboratories (Lucent Technologies), bevor sie 2007 an die Harvard University wechselte.
An der Harvard University hat Aizenberg (Stand 2021) je eine Professur für Materialwissenschaften und für Chemie/chemische Biologie inne. Außerdem ist sie Direktorin des dortigen Kavli Institute for Bionano Science and Technology und sie war im Board of Directors der Materials Research Society.

## Wirken
Aizenberg ist vor allem für ihre Arbeiten zu dynamischen und selbstassemblierenden Systemen aus Nanostrukturen bekannt. Sie konnte das erste künstliche System mit Homöostase etablieren. Weitere Arbeiten befassen sich mit der Beschreibung biologischer Strukturen mit besonderen optischen und mechanischen Eigenschaften und der Synthese von Materialien mit ähnlichen Eigenschaften (Biomimese), unter anderem mittels Biomineralisation. Weitere Forschungsgebiete sind die Benetzung von Oberflächen und omniphobe Materialien.
Aizenberg hat laut Datenbank Scopus einen h-Index von 85, laut Google Scholar einen von 94 (jeweils Stand Oktober 2022).

## Auszeichnungen (Auswahl)
- 1999 Arthur K. Doolittle Award (mit A. J. Black und George Whitesides)[3]
- 2006 Fellow der American Association for the Advancement of Science
- 2012 Fellow der American Physical Society[4]
- 2014 Mitglied der American Academy of Arts and Sciences[5][6]
- 2016 Mitglied der American Philosophical Society[7]
- 2019 Mitglied der National Academy of Sciences[8]
- 2023 ACS Award in Colloid Chemistry